# Antwerpen (huyện)
Huyện Antwerpen (tiếng Hà Lan: Arrondissement Antwerpen; tiếng Pháp: Arrondissement d'Anvers) là một trong ba huyện hành chính ở tỉnh Antwerpen, Bỉ. Huyện này vừa là huyện hành chính và huyện tư pháp. Lãnh thổ của huyện tư pháp Antwerp trùng với lãnh thổ của huyện hành chính Antwerp.

## Lịch sử
Huyện Antwerpen được thành lập năm 1800 làm huyện thứ nhất vào tỉnh Deux-Nèthes (tiếng Hà Lan: Departement Twee Nethen). Ban đầu huyện này bao gồm các tổng Antwerpen, Boom, Berchem, Brecht, Ekeren và Zandhoven. Trong năm 1923, các đô thị lúc đó là Burcht và Zwijndrecht (Burcht được sáp nhập vào Zwijndrecht trong năm 1977 để tạo thành đô thị ngày nay Zwijndrecht) ở huyện Sint-Niklaas đã được bổ sung vào huyện này.

## Các đô thị
Huyện hành chính Antwerpen bao gồm các xã sau:
| - Aartselaar - Antwerp - Boechout - Boom - Borsbeek - Brasschaat - Brecht - Edegem - Essen - Hemiksem | - Hove - Kalmthout - Kapellen - Kontich - Lint - Malle - Mortsel - Niel - Ranst - Rumst | - Schelle - Schilde - Schoten - Stabroek - Wijnegem - Wommelgem - Wuustwezel - Zandhoven - Zoersel - Zwijndrecht |